# Escut de les Illes Canàries
Les Illes Canàries compten amb escut oficial des de 1982 gràcies a la llei orgànica 10/1982 del 10 d'agost sobre l'"Estatut d'Autonomia de Canàries".
En l'article sisè d'aquest estatut disposa:
| « | "Canarias tiene escudo propio, cuya descripción es la siguiente: en campo de azur trae siete islas de plata bien ordenadas, dos, dos, dos y una esta última en punta. Como timbre una corona real de oro, surmontada de una cinta de plata con el lema «Océano» de sable y como soportes dos canes en su color encollarados". | » |

En català:
| « | "Canàries té escut propi, la descripció del qual és la següent: en camp de atzur porta set illes de plata ben ordenades, dues, dues, dues i una aquesta última en punta. Com a timbre una corona real d'or, surmontada d'una cinta de plata amb el lema «Oceà» de sable i com suports dos cans en el seu color encollarats" | » |

Segons el BOC, el blau de l'escut és Pantone 3005 (RGB 7.104.169), el marró dels gossos Pantone 722 (RGB 216.143.31), el daurat de la corona Pantone 7406 (RGB 255.204.0), el vermell de la corona Pantone 485 (RGB 254.0.12) i el color plata de la cinta Pantone 7544 (RGB 145.143.144).